# Кадока (Јужна Дакота)
Кадока (енгл. Kadoka) град је у америчкој савезној држави Јужна Дакота.

## Демографија
По попису из 2010. године број становника је 654, што је 52 (-7,4%) становника мање него 2000. године.
| Група             | 2000.       | 2010.       |
| Белци             | 592 (83,9%) | 531 (81,2%) |
| Афроамериканци    | 1 (0,1%)    | 3 (0,5%)    |
| Азијати           | 1 (0,1%)    | 0 (0,0%)    |
| Хиспаноамериканци | 2 (0,3%)    | 1 (0,2%)    |
| Укупно            | 706         | 654         |